# Beauty on the Fire
Beauty on the Fire è un singolo della cantante australiana Natalie Imbruglia, pubblicato il 22 luglio 2002 come terzo estratto dal secondo album in studio White Lilies Island.

## Tracce
Singolo Internazionale
1. Beauty on the Fire (Radio Mix) – 3:54
2. Beauty on the Fire (Junkie XL Mix) – 10:42
3. Broken Thread – 3:52

## Formazione

### Beauty on the Fire (Radio Mix)
- Natalie Imbruglia – voce
- James Banbury, Paul Statham – programmazione
- Gary Clark, Neil Taylor, Paul Statham – chitarre
- Marc Fox – percussioni
- Hannah Robinson – cori

### Beauty on the Fire (Junkie XL Mix)
- Junkie XL – Produzione remix

## Successo commerciale
Nel Regno Unito il singolo è stato presente nella top 75 solo per due settimane: nella prima ha occupato la posizione #26 e nella seconda è sceso alla #49.

## Classifiche
| Paese             | Posizione più alta |
| ----------------- | ------------------ |
| Belgio (Vallonia) | 60                 |
| Italia            | 21                 |
| Regno Unito       | 26                 |
| Romania           | 58                 |